# Prudnik24
Prudnik24 – portal informacyjny i bezpłatny dwutygodnik z siedzibą przy ul. Grunwaldzkiej 86 w Prudniku. W 2013 ukazywała się w nakładzie 4000 egzemplarzy, co czyniło go jednym z największych czasopism w województwie opolskim.

## Zasięg
Gazeta ukazuje się na terenie na terenie całego powiatu prudnickiego (gminy: Prudnik, Biała, Lubrza i Głogówek), powiatu głubczyckiego (gminy: Głubczyce, Kietrz, Baborów i Branice) i gmin Głuchołazy i Nysa w powiecie nyskim.
Prudnik24 posiada 46 punktów sprzedaży w Prudniku, 4 w Lubrzy, 5 w Białej, 9 w Głogówku, 22 w Głubczycach, 5 w Baborowie, 11 w Kietrzu i 18 w Głuchołazach. Gazeta posiada również punkty kolportażowe, między innymi, w Łące Prudnickiej, Trzebinie, Racławicach Śląskich, Wierzchu, Dytmarowie, Gostomii, Mochowie, Niemysłowicach i Nowej Cerekwi (łącznie jest ich około 200).

## Historia

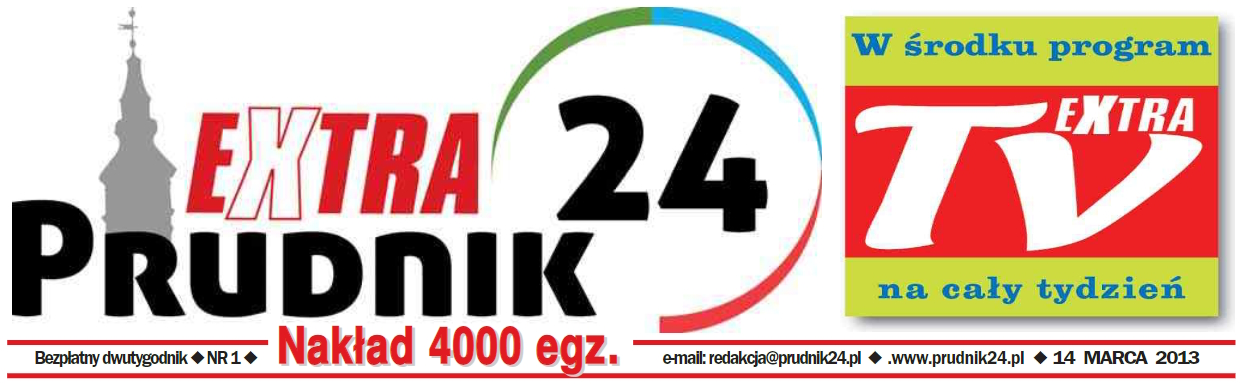
Winieta pierwszego numeru gazety

Internetowy portal informacyjny prudnik24.pl został założony w lutym 2010 roku. 14 marca 2013 w nakładzie 4000 egzemplarzy został wydany pierwszy numer Gazety Prudnik24. Wówczas jej nazwą był „Extra Prudnik24”, a jej redaktorem naczelnym został Bogusław Zator.
Wraz z 10 wydaniem gazety 6 sierpnia 2013 jej nazwa została zmieniona na obowiązującą do tej pory „Gazeta Prudnik24”, a jej nowym redaktorem naczelnym został Mirosław Matusiak. Pełnił tę funkcję do 35 wydania gazety 22 lipca 2014, kiedy to redaktorem naczelnym został Maciej Dobrzański.

## Redaktorzy naczelni
- Bogusław Zator (14 marca 2013 – 6 sierpnia 2013)
- Mirosław Matusiak (6 sierpnia 2013 – 22 lipca 2014)
- Maciej Dobrzański (od 22 lipca 2014)